# Aikinlahti
Aikinlahti är en sjö i kommunen Posio i landskapet Lappland i Finland. Arean är 39 hektar och strandlinjen är 4,11 kilometer lång. Sjön  ingår i Koundaälvens huvudavrinningsområde.   Den ligger omkring 140 kilometer öster om Rovaniemi och omkring 670 kilometer norr om Helsingfors. 